# Live in Anaheim (Halford)
Live in Anaheim è un DVD live della band heavy metal Halford, pubblicato nel 2010 dalla Metal God Entertainment.
Contiene le esibizioni che la band capitanata da Rob Halford ha svolto nel 2003 a Tokyo (tracce 1-4) e Anaheim (tracce 5-23).

## Tracce
1. Heretic
2. Sun
3. Golgotha
4. One Will
5. Painkiller
6. Rapid Fire
7. Heretic
8. Resurrection
9. Made in Hell
10. Golgotha
11. Into the Pit
12. Light Comes Out of Black
13. White Heat Red Hot
14. Never Satisfied
15. Breaking the Law
16. Hearts of Darkness
17. Handing Out Bullets
18. Diamonds and Rust
19. Hellion
20. Electric Eye
21. Riding on the Wind
22. Victim of Changes
23. You've Got Another Thing Comin'

## Formazione
- Rob Halford: voce
- Metal Mike Chlasciak: chitarra
- Roy Z: chitarra
- Mike Davis: basso
- Bobby Jarzombek: batteria